# Малак Тавус
Малак Тавус, Пири Малаки-Таус, Мелек-Тавуз, Тавуси Малак («ангел-Павлин») — глава ангелов в религии езидов (курдского субэтноса), которого изображают в виде павлина. Бог поручил весь мир семи ангелам во главе с Малак Тавусом. Тавуси Малак является главой пантеона архангелов в религии Езидов. По вероучению езидов, Малак Тавус — эманация единого Бога. Малак Тавусу приносят молитвы 5 раз в день.

## Архангелы и их сотворение
1. в первый день, в воскресенье, Бог создал Ангела Азраила, он же — Тавуси Малак, Пири Тавуси Малак, глава всего, верховный первозданный ангел;
2. в понедельник Бог создал ангела Дардаила (ангел понедельника), он же Шейх Хасан;
3. во вторник был сотворён ангел Исраил (Рафаил) (ангел вторника), он же Шейх Шамс-ад-Дин;
4. в среду был создан ангел Михаил (ангел среды), он же Шейх Абу-Бекр;
5. в четверг Бог сотворил ангела Анзазила (Гавриила?) (ангел четверга), он же Саджад-ад-Дин;
6. в пятницу Он создал ангела Шемнаила (ангел пятницы), он же Насир-ад-Дин;
7. в субботу был сотворён ангел Нураил (Тураил?) (ангел субботы), он же Фахр-ад-Дин;
8. Малак Тауса (Бог) назначил старшим над всеми;
9. Затем (Бог) сотворил образы Семи Небес и Земли, и Солнца, и Луны.[источник не указан 2226 дней]

### Отождествление с Сатаной
Мусульманские и христианские критики езидизма часто ассоциируют почитаемого езидами верховного архангела/божества Малак Тавуса с Иблисом или с падшим ангелом. Другое его имя — Шайтан по-арабски означает «дьявол», что служит поводом для ошибочного обвинения езидов в дьяволопоклонничестве. Именно из-за этого езидов причисляли к поклонникам «злого духа» («падшего духа»), и потому относились с непониманием, в особенности, со стороны исламского мира, в окружении которого жили езиды. По-русски езидов даже называли «чертопоклониками». В свою очередь Н. И. Веселовский отмечает, что «Новейшие исследователи секты самым решительным образом отвергают обоготворение ею дьявола».

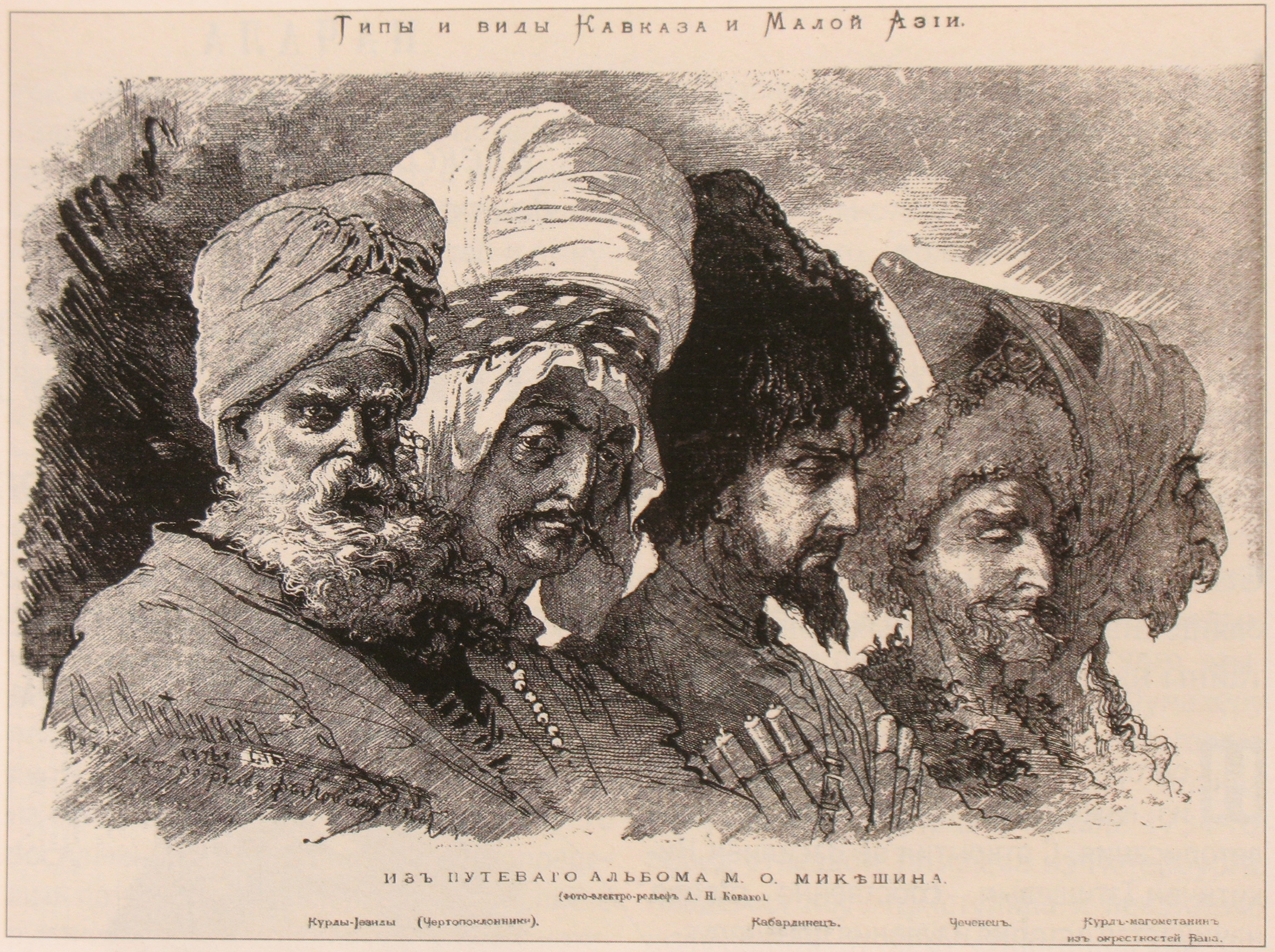
Типы и виды Кавказа и Малой Азии. Езиды.(Чертопоклонники). Кабардинец. Чеченец. Курд-магометанин из окрестностей Вана. Художник М. О. Микешин. Фото-электро-рельеф А. Н. Ковако. — 1876.

С Тавуси-Малаком связано множество преданий, дошедших до нас в устной форме.
В одном из них говорится, что Тавуси Малак отошёл от Бога из гордости, не желая подчиняться созданному человеку. По основной версии неповиновение Малаки Тауса объясняется его особой преданностью Богу как своему Создателю. Согласно езидским представлениям, он отказался поклониться Адаму поскольку его Творцом является Господь, и он поклоняется только ему и никому больше. За это Бог наказал Тавуси Малака, изгнав его из рая, и назначил его править адом. В аду Тавуси Малак томился 7 тысяч лет и, видя страдания грешников, плакал всё это время и затопил ад своими слезами. За это Бог простил Тавуси Малака и возвысил его на небо, сделав главным из ангелов, а ад перестал существовать. Вознесенный на небо Малак-Тавус воспринимается езидами как око солнца, которым оно смотрит на мир и дарит тепло и жизнь.
По другой легенде, как и в первой, Тавуси Малак также отказался подчиниться человеку, но Бог не отослал его в ад, а за преданность сразу назначил его главным над остальными архангелами и возвысил его на небо в виде солнца.
Тавуси Малак в езидизме отождествляется со словом Шамс (Солнце).

### Отождествление с Архангелом Гавриилом
«Черная книга езидов» напрямую отождествляет Мелек Таус с Азазилом или Азраилом. Однако сами езиды отождествляют Мелек Тауса с Джабраилом (Гавриилом). В одной арабской рукописи имя «Джабраил» используется во вторичном чтении вместо «Мелек Таус».
Так же ещё одним пунктом приравнивания Тауса к Архангелу Гавриилу, является то что титул «райский павлин» также как и к Таусу, был применен к Гавриилу среди исламских традиций.

### В творчестве
- В творчестве группы Therion Малак Тавус (Мелек Таус) упоминается в одноимённой песне Melek Taus, в альбоме Sirius B
- Кроме того, песня с названием «Melek taus» присутствует в одноимённом альбоме 2002 года группы Centhron (ФРГ), играющей в стиле Dark Electro
- Фигурирует в творчестве американского писателя-фантаста Роберта Говарда, в частности в рассказах Медный павлин, Не рой мне могилу и др.